# Små ord av kärlek
Små ord av kärlek è il terzo album della cantante pop svedese Emilia, pubblicato il 18 aprile 2007 solo in Svezia e Danimarca per l'etichetta discografica Bonnier.
L'album ha segnato il ritorno della cantante sulle scene musicali a sette anni dal disco precedente. È stato promosso dai singoli Var Minut e En sång om kärleken.

## Tracce
1. Var minut
2. Du är
3. En sång om kärleken
4. Det är inte det du säger
5. Säg du är säker
6. Inget svar
7. Lär mig att älska'
8. Ord som bara du får höra
9. Sommardag
10. Jag ser det klart
11. Fotspår i snön
12. Små ord av kärlek
13. Var minut (Radio version)
14. Det är inte det du säger (Peo de Pitte nightshift remix)

## Classifiche
| Classifica | Posizione raggiunta |
| ---------- | ------------------- |
| Danimarca  | 11                  |
| Svezia     | 22                  |